# 嫩江路隧道
嫩江路隧道是中国上海市一座规划中的横跨黄浦江的隧道，主要服务杨浦中原地区和浦东间的交通往来。按照规划，嫩江路隧道作为嫩江路辟通工程个后续工程，将一路向东下穿黄浦江，连接浦东的洲海路，用以缓解工作日高峰时期翔殷路隧道的拥挤。